# 中亭河
中亭河，位于中华人民共和国华北地区东部，是大清河流域北部地区主要的排沥河道。中亭河起自河北省雄县双堂乡陈家柳村东，向东流经霸州市南部，于天津市西青区杨柳青镇西河闸以西汇入子牙河。河长67.4千米，汇流面积2994平方千米。中亭河两岸地势低洼，清北平原沥水均通过骨干河渠导入中亭河。。

## 历史
《清一统志·顺天府二》：中亭河“在霸州南。一名新挑河。又名栲栳圈河。旧有古河，上自莲花台，下达台山，绵亘数十里，岁久淤塞。明嘉靖二十四年，副使陆坤循故道修浚，后复淤。本朝康熙三十八年，圣祖仁皇帝命河臣王新命重浚”。
霸州市胜芳镇的金属制管企业多，过去许多企业将生产过程中产生的酸性废液直接排放入中亭河，这些废液积存在中亭河中，造成严重污染。从2005年开始，霸州市政府开始对污水进行治理。